# Comté de Saint-Paul No 19

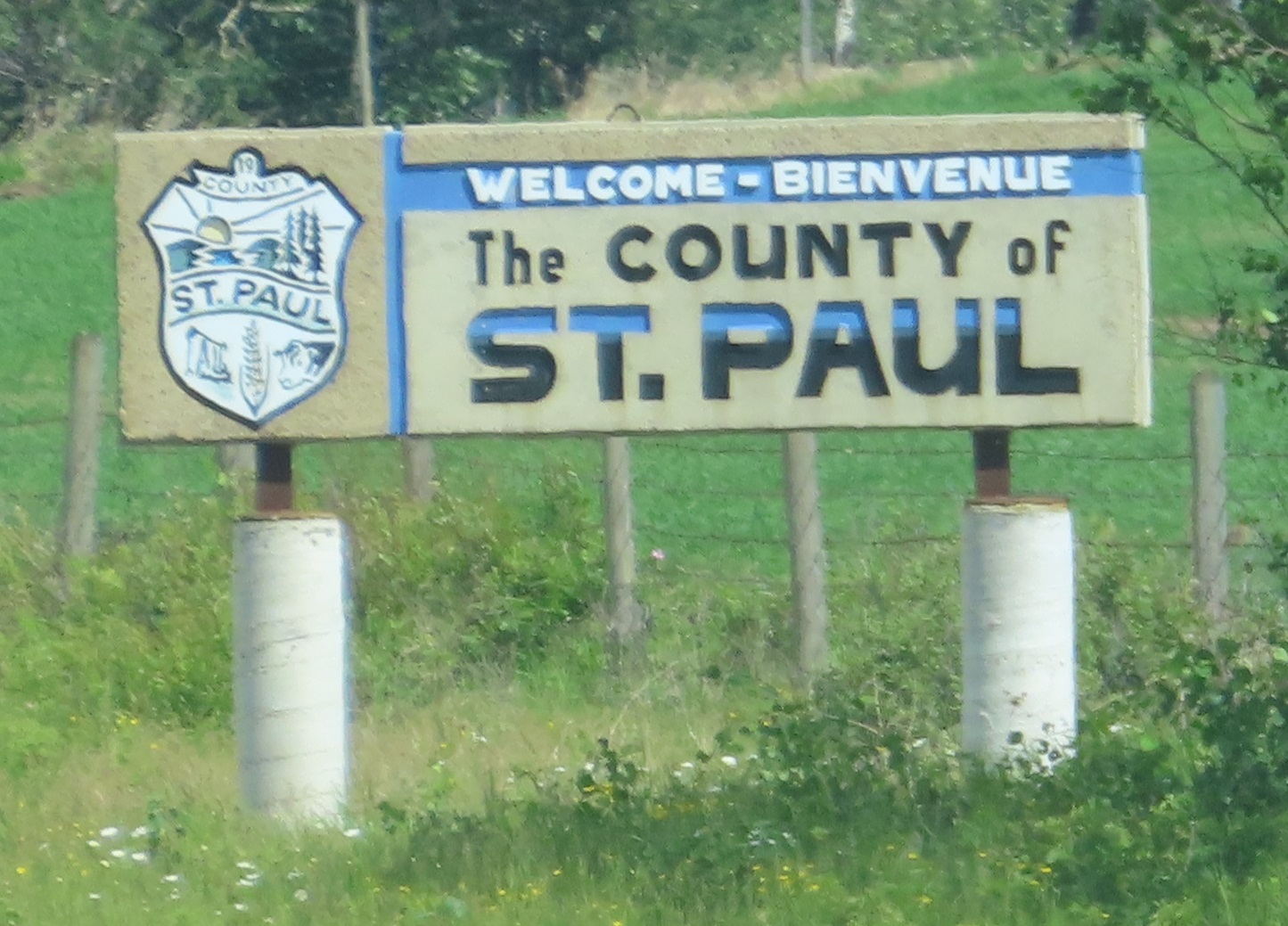
Panneau de bienvenue

Le comté de Saint-Paul No 19 (anglais : St. Paul County No. 19) est un district municipal de 5,831 habitants en 2011, situé dans la province d'Alberta, au Canada.

## Villes et municipalités
| Villes - Elk Point - St. Paul Villages d'été - Horseshoe Bay Hameaux - Ashmont - Heinsburg - Lafond - Lindbergh - Lottie Lake - Mallaig - Riverview - St. Edouard - Saint-Lina - St. Vincent | Localités - Abilene - Angle Lake - Armistice - Bayview Beach - Bellevue Subdivision - Boscombe - Boyne Lake - Cameron Cove - Clarksville - Cork - Crestview Beach - Edouardville - Ferguson Flats - Floating Stone - Foisy - Frog Lake - Glen Haven - Glen On The Lake - Gratz - Hillside Estates - Lac Bellevue - Lac Canard | - Lake Eliza - Linkewich Trailer Court - Lower Therien Lake - McLeod Beach - McRae - Middle Creek - Muriel - Northern Valley - Norway Valley - Owlseye - Owlseye Lake - Pine Meadow - Plateau Estates - Pratch Subdivision - Primrose - Primula - Springpark - St. Brides - St. Paul Beach - Sugden - Sunset Beach - Terence View Estates - Whitney Lake Mobile Home Park |  |

## Démographie
| 2001  | 2006  | 2011  | 2016  |
| ----- | ----- | ----- | ----- |
| 6 140 | 5 925 | 5 826 | 6 036 |